# Léon Bocquet
 (août 2018).
Pour les articles homonymes, voir Bocquet.
Léon Bocquet (né à Marquillies le 11 août 1876 et mort le 4 juin 1954) est un poète et romancier français.

## Biographie
Né dans une famille d'agriculteurs dans le nord de la France, il n'était guère prédisposé à la carrière d'écrivain avant de suivre ses études dans un collège flamand, à l'Université de Lille. Après des études de séminariste, il réussit la licence et l'agrégation d'anglais. Il s'installe à Paris en 1906.
Il fonde la revue Le Beffroi en 1900 à Lille dans laquelle il révèle René Maran ou Francis Thomson, journal qu'il dirige jusqu'en 1914.
Léon Bocquet vit à Paris avec Marie-Thérèse Cussac, angliciste, qu'il a épousée en 1903, et avec qui il a eu deux filles, Jacqueline et Monique. Il est correcteur de langues anciennes à l'Imprimerie Nationale et cette profession lui assure suffisamment de revenus pour qu'il puisse s'adonner au plaisir d'écrire.
Critique, essayiste, romancier, poète, historien de la guerre, traducteur de S.E. White de Curwood ou de Keats, Léon Bocquet témoigne d'un éclectisme littéraire rare.
Après avoir publié en 1898 un recueil d'extrême jeunesse qu'il reniera ensuite, il fait paraître en 1900 Flandre, d'inspiration régionaliste qu'il rééditera en 1927 après l'avoir retravaillé et réorganisé sous le titre Évocations de Flandre.
Ses écrits L'agonie de Dixmude et Le Fardeau des Jours traduisent le même souci d'âpre réalité, la même façon personnelle d'envisager les faits de la grande guerre et d'en déduire la psychologie.

## Œuvres
- Les Branches lourdes, poésie, 1910 - Prix Archon-Despérouses (1911)
- L'Agonie de Dixmude, 1916 - Prix Auguste-Furtado (1918)
- Les Cygnes noirs, 1906
- Albert Samain- Sa vie, son œuvre, 1905
- Léon Deubel roi de Chimérie, 1930
- La Lumière d'Héllas, poésie
- Crucifixions, 1929
- La Littérature française de Belgique, 1932
- Les Destinées mauvaises, 1923

## Distinction
- Prix Alfred de Musset par la Société des Gens de Lettres en 1920[5]